# Western Comics
Western Comics est un comics de Western publié par DC Comics. Ce fut le plus long titre de western de DC et 85 numéros furent publiés de 1948 à 1961. Western Comics était une anthologie comprenant plusieurs aventures de différents héros : Wyoming Kid, Pow Wow Smith (un shériff indien), Cowboy Marshall, Jim Sawyer, Rodeo Rick et Matt Savage, Trail Boss. Le justicier masqué Greg Saunders apparu dans les quatre premiers numéros mais fut remplacé par Nighthawk.
Parmi les scénaristes on trouve Don Cameron, Gardner Fox et France Herron ; Carmine Infantino, Gil Kane, Howard Sherman et Leonard Starr font partie des dessinateurs.

## Historique de publication
Whitney Ellsworth est le responsable éditorial du comics pendant presque toute la durée de la publication. Il est assisté de Julius Schwartz qui le remplace les deux dernières années. Jusqu'au numéro 70 de juillet 1958, quatre histoires ou plus sont présentes. Par la suite le nombre de série est réduite à trois

## Personnages récurrents
- Wyoming Kid: Créé par Jack Schiff et Howard Sherman[2] Le personnage apparaît dans chaque numéro et sa popularité lui vaut d'être aussi présent dans  World's Finest Comics de 1949 à 1953.
- Pow Wow Smith: apparu d'abord dans Detective Comicsle personnage est présent dans Western Comics du  numéro 43 (Janvier 1954)jusqu'à la fin.
- Nighthawk:apparaît du numéro 5 au numéro 76.
- Rodeo Rick : créé par Howard Post, les aventures de ce cow-boy sont reprises par Gardner Fox et France Herron et dessinées par Jimmy Thompson, Ramona Fradon et Tom Cooke. Il est présent dans presque tous les numéros du 1 au 69[1].
- Cowboy Marshall, Jim Sawyer : apparaît du 1 au 42 (Novembre 1953).
- Matt Savage, Trail Boss : créé par Gardner Fox, Gil Kane et Joe Giella[3]. Il remplace Nighthawk dans le numéro 77 (Septembre 1959). Il a été établi par la suite qu'il était le père du personnage de Scalphunter et était lié au Lieutenant Steve Savage, un pilote de la première guerre mondiale dont les aventures apparaissent dans All-American Men of War[3].